# Ибаньес Тебар, Пабло
Па́бло Иба́ньес Те́бар (исп. Pablo Ibáñez Tébar; род. 3 августа 1981, Мадригерас) — испанский футболист, защитник.
С 2004 по 2008 годы выступал за национальную сборную Испании, в её составе сыграл 23 матча, был участником чемпионата мира 2006 года.

## Достижения
- Победитель Лиги Европы (1): 2010
- Победитель Кубка Интертото:  2007